# Cold email
 (indiquez la date de pose grâce au paramètre date).
Le « cold email » (ou « cold emailing ») est une technique de prospection comparable au « cold calling » (appel de prospection téléphonique). Elle a pour objectif d'envoyer des courriers électroniques à des prospects professionnels, sans contact ou interaction préalable, afin de présenter les produits ou services d’une entreprise. En France, la pratique du « cold email » est exclusivement réservée au secteur business to business, car interdit en business to consumer.

## Historique
Le « cold email » tire ses origines du vendeur en porte-à-porte. Avec l’avènement du marketing, le cold calling a rapidement remplacé cette technique de démarchage physique.
C’est avec l’arrivée d’Internet, et la popularisation de l’adresse email, que le « cold email » s'est développé.

## Les particularités du«cold email»
Un acheteur professionnel ouvre en moyenne 23 % des emails reçus par jour. Un email de prospection doit donc avoir comme objectif premier de contenir un objet qui attire la curiosité, afin que le destinataire souhaite l'ouvrir.
Le « cold email » peut être automatisé ou non, mais dans tous les cas son contenu doit être personnalisé en fonction du prospect ciblé, même s’il est envoyé à un grand nombre de contacts. Ceci peut se faire grâce à des outils logiciels conçus pour cela. L'effort de personnalisation permet d'augmenter les chances de voir le destinataire réagir positivement à l'email.  
En outre, la technique de « cold email » peut faire l'objet d'une série de plusieurs emails envoyés de façon consécutive, selon les réactions du destinataire, ceci afin d’arriver aux objectifs prédéfinis avant la campagne,,.

## Lois et régulations

### En France
Le « cold email » est exclusivement réservé au secteur B2B et est strictement interdit en B2C.
En mai 2018, le nouveau règlement général sur la protection des données (RGPD) entrera en vigueur. Même en « business to business », si une adresse couriel professionnelle contient le nom et/ou prénom, cette donnée sera considérée comme personnelle et devra faire l’objet d’un stockage et suivi strict. Pour tout ce qui est relatif à la protection de la vie privée, les amendes pourront aller jusqu’à 10 millions d’euros, ou 2 % du chiffre d’affaires. En ce qui concerne le droit de la personne, les amendes pourront aller jusqu’à 20 millions d’euros, ou 4 % du chiffre d’affaires,,.